# خانه سید فرید و سید شریف مونسی
خانه سید فرید و سید شریف مونسی مربوط به دوره قاجار است و در شهرستان فومن، شهرک تاریخی ماسوله واقع شده و این اثر در تاریخ ۲۵ اسفند ۱۳۸۰ با شمارهٔ ثبت ۵۳۳۴ به‌عنوان یکی از آثار ملی ایران به ثبت رسیده است.